# Geumam-dong, Gyeryong
Geumam-dong (koreanska: 금암동) är en stadsdel i staden Gyeryong i Sydkorea. Den ligger i provinsen Södra Chungcheong, i den centrala delen av landet, 150 km söder om huvudstaden Seoul.